# ترکمن‌گاز
ترکمن‌گاز (ترکمنی: Türkmengaz) شرکت دولتی گاز ترکمنستانی است، که در سال ۱۹۹۷ توسط دولت ترکمنستان تأسیس شد.